# 머나 케네디

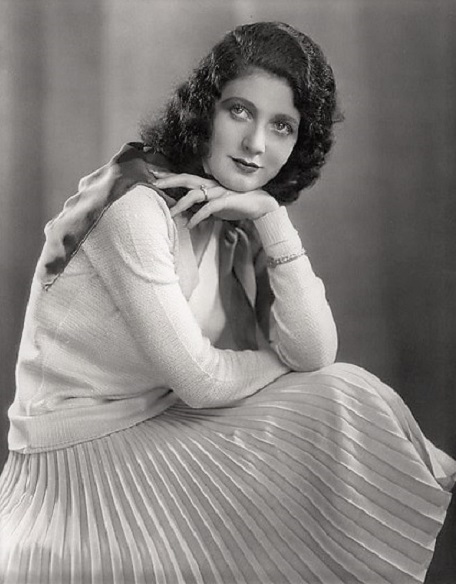

머나 케네디(Maude Kahler, 1908년 9월 7일 ~ 1944년 12월 20일)는 미국의 영화배우이다.
로스앤젤레스에서 사망하였다. 사인은 심근 경색이다.

## 영화
- 원더 바 (1934년)
- 킹 오브 재즈 (1930년) - 세컨드 리포터 역
- 브로드웨이 (1929년)
- 서커스 (1928년)